# Desnudo masculino (José Nogué)
Desnudo masculino es una de las obras de formación de José Nogué Massó, realizada durante su periodo de formación a la Real Academia de Bellas artes de San Fernando.

## Descripción
En Desnudo masculino de Nogué se observa el retrato de espaldas de un modelo, situado en el interior de un estudio o taller de artista. Que sea en el interior de un espacio propio de artista es seguramente el elemento más interesante de la obra. El pintor Nogué retrata a un modelo dentro de su taller y permite ver su espacio de trabajo, todo junto cuando el artista sólo tenía veinte años.
- Datos: Q11939015